# Bargaal
Koordinaten: 11° 17′ N, 51° 5′ O
Bargaal (auch Bargal geschrieben) ist eine Ortschaft im Nordosten Somalias mit etwa 7000 Einwohnern.
Sie liegt abgelegen an der Küste in gebirgigem Gebiet in der Region Bari, die Teil des faktisch autonomen Puntland ist. Von der Mitte des 19. Jahrhunderts bis zum Beginn des 20. Jahrhunderts war Bargaal das Zentrum des Herrschaftsgebiets der Majerteen-Sultanate.
Am 1. Juni 2007 nahm ein US-Kriegsschiff mutmaßliche al-Qaida-Ziele in Bargaal unter Beschuss. Zuvor seien am 30. Mai ein Dutzend bis 35 auswärtige Kämpfer mit Schnellbooten aus dem Süden Somalias im Gebiet eingetroffen und hätten sich Kämpfe mit lokalen Truppen geliefert. Bei diesen Militäraktionen wurden laut der Regionalregierung von Puntland ein Dutzend Menschen getötet, darunter mindestens sechs Islamisten aus Großbritannien, den USA, Schweden, Pakistan und Jemen; auf Seiten der Regierung seien fünf Soldaten verletzt worden, und die Islamisten seien besiegt.